# 사미아 술루후 하산
사미아 술루후 하산(스와힐리어: Samia Suluhu Hassan, 1960년 1월 27일 ~ )은 탄자니아의 정치인으로, 현재 제6대 탄자니아의 대통령을 맡고 있다. 그녀는 집권당인 탄자니아 혁명당(CCM)의 당원이다. 술루후는 부룬디의 실비 키니기, 르완다의 아가테 우윌링기미나에 이어 동아프리카 공동체(EAC)의 세 번째 여성 정부 수반이며 탄자니아의 첫 여성 대통령이기도 하다. 그녀는 2021년 3월 19일 존 마구풀리 전 대통령의 서거 이후 취임했다.
잔지바르 출신인 술루후는 아마니 카루메 대통령 집권기에 반 자치 지역의 장관을 지냈다. 그녀는 2010년부터 2015년까지 마쿤두치 선거구의 국회의원을 지냈으며, 2010년부터 2015년까지는 대통령실 노조 사무차관을 지냈다. 2014년, 그녀는 국가의 새 헌법 초안을 담당하는 헌법의 부의장으로 선출되었다.
술루후는 2015년 총선에 이어 마구풀리 대통령과 함께 CCM 투표권을 얻어 탄자니아의 첫 여성 부통령이 되었다. 술루후와 마구풀리는 2020년에 재선되었다. 그녀는 1993년 말 경에 걸쳐 부룬디의 실비 키니기에 이어 27년 만에 EAC에서 두 번째 여성 임시 국가 원수로 재임했다.

## 경력
중등학교 교육을 받은 후, 그녀는 기획 개발부에 사무원으로 고용되었다. 행정학 학위를 받고 졸업하자마자, 그녀는 유엔세계식량계획의 자금 지원을 받는 프로젝트에 고용되었다.

## 개인 생활
1978년, 술루후는 하피드 아미르와 결혼하였고, 그는 2014년까지 은퇴하였다. 그들은 네 명의 아이가 있다. 딸 와누 하피드 아미르(Wanu Hafidh Ameir, 1982년 ~ )는 잔지바르 하원의 특별의원이다.

## 역대 선거 결과
| 선거명      | 직책명            | 대수 | 정당            | 득표율 | 득표수       | 결과 | 당락 |
| ----------- | ----------------- | ---- | --------------- | ------ | ------------ | ---- | ---- |
| 2015년 선거 | 탄자니아의 부통령 | 5대  | 탄자니아 혁명당 | 58.46% | 8,882,935표  | 1위  |      |
| 2020년 선거 | 탄자니아의 부통령 | 5대  | 탄자니아 혁명당 | 84.40% | 12,516,252표 | 1위  |      |